# روزنامه‌نگاری
روزنامه نگاری (به فرانسوی: Journalisme) که گاهی به اشتباه، خبرنگاری نامیده می‌شود، فعالیتی رادیویی، تلویزیونی،مطبوعاتی و اینترنتی است که اگرچه اصطلاحش از واژه روزنامه (به فرانسوی:)(Journal) به وجود آمده، اما نه تنها به معنای فعالیت در روزنامه‌ها نیست، بلکه اتفاقاً، بیشتر فعالیت های امروزی‌اش، شامل تولید محتوا در تلویزیون و فضای مجازی است و ممکن است به شکل خبرنگاری انجام شود، ممکن هم است که به شکل خبرنگاری نباشد و به اشکالی چون سردبیری و گویندگی اخبار انجام گیرد. اگرچه که برخی فارسی زبانان به غلط تصور می‌کنند که روزنامه‌نگاری همان شکلِ کاغذیِ خبرنگاری است، اما این موضوع اشتباه است؛ زیرا روزنامه‌نگاری یک حرفه گسترده تر در تمامی رسانه های الکترونیکی و چاپی است که خبرنگاری فقط یکی از حوزه های آن را تشکیل می‌دهد و حوزه های دیگری هم هستند که جزو شاخه های حرفه روزنامه‌نگاری محسوب می‌شوند. روزنامه‌نگاری یک حرفه مشترک میان بسیاری از فعالان رسانه‌ای مانند خبرنگاران، گزارشگران،منتقدان فیلم، بسیاری از سازندگان فیلم مستند و بیشتر تولید کنندگان محتوا است؛ برای مثال، روزنامه‌نگار ممکن است گزارشگر یا ستون‌نویس، دبیر یا سردبیر باشد،ولی خبرنگار نباشد. وجه اشتراک همگی روزنامه‌نگاران این است که تمام آنها برای اطلاع رسانی و افزایش آگاهی جامعه، به تولید و توزیع مطالب و محتواهای واقعیت‌محور درباره حقیقت‌های جامعه و موضوعات روز می‌پردازند؛ این موضوعات شامل اخبار، رویدادها، ایده‌ها، تحلیل‌ها، افراد،ورزش،تکنولوژی، آثار هنری و موارد دیگر نیز می‌شوند.

## عدم محدودیت روزنامه‌نگاری به روزنامه

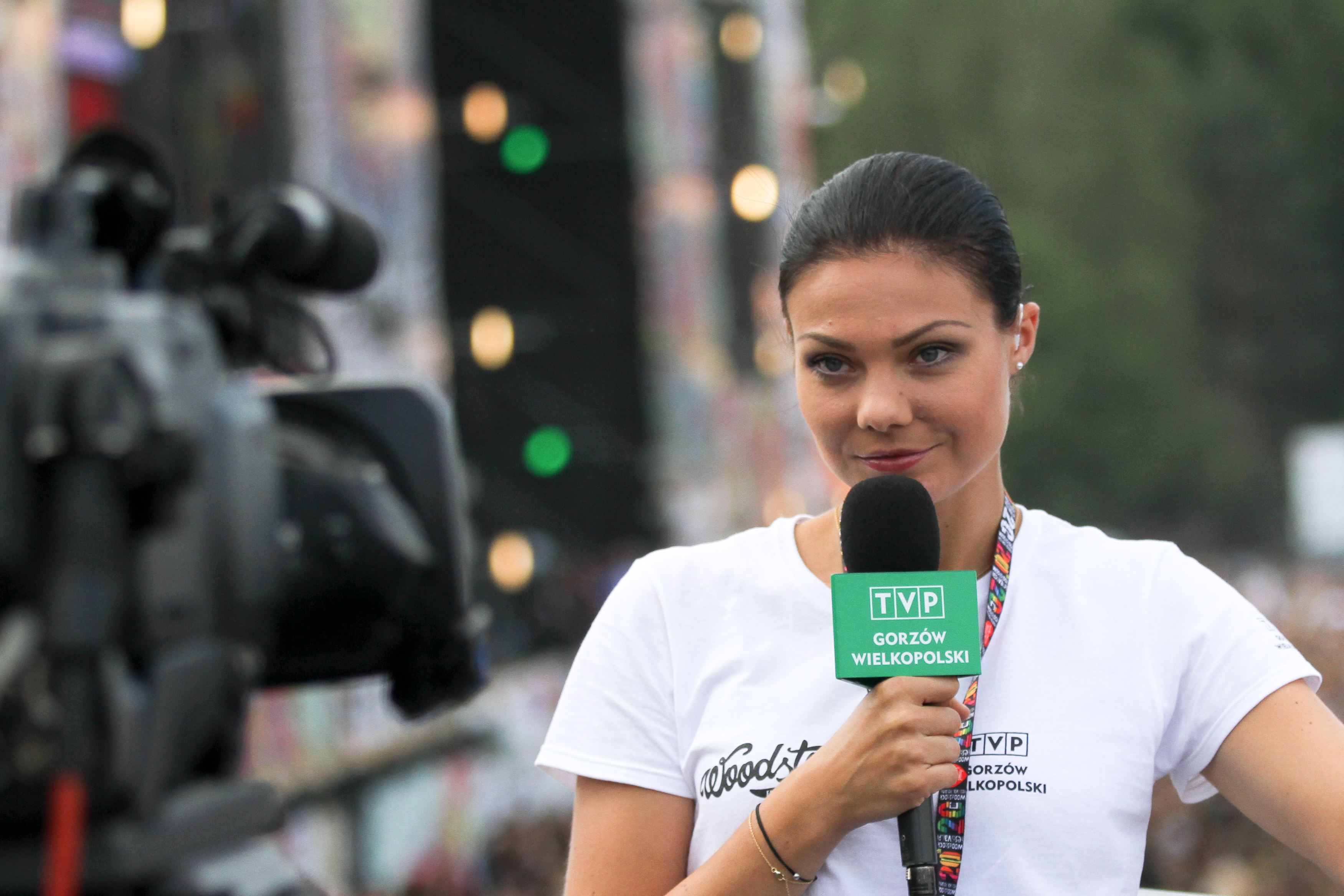
یک روزنامه‌نگار تلویزیونی در حال تهیه گزارش تصویری

واژه فارسی روزنامه در روزنامه‌نگاری، گاهی موجب ایجاد معنایی اشتباه برای این اصطلاح می‌شود که بر پایه آن، برخی از فارسی زبانان روزنامه‌نگارها را صرفا نویسندگان روزنامه‌ها می‌دانند؛ این در حالی است که فعالیت‌های روزنامه‌نگاری در همگی رسانه‌های دیجیتال در جریان هستند و به روزنامه‌ها محدود نیستند. اگرچه که معنای تحت اللفظی این اصطلاح در زبان‌های مختلف، به روزنامه و روزنامه نویسی محدود می‌شود، ولی معنای اصلی آن بسیار گسترده تر از فعالیت در روزنامه‌ها است و شامل همه رسانه‌ها می‌شود؛ همانطور که واژه فارسی روزنامه‌نگاری از ریشه کلمه روزنامه به وجود آمده‌است، در زبان‌های فرانسوی،ترکی، اسپانیایی، ایتالیایی،عربی و بسیاری از زبان‌های دیگر هم، همین مسئله وجود دارد؛ مثلا در زبان فرانسوی هم اصطلاح فرانسوی روزنامه‌نگاری (journalisme) از ریشه واژه‌ای فرانسوی به معنای روزنامه (journal) به وجود آمده‌است؛ با این وجود، معنای اصلی و غیر تحت اللفظی این اصطلاح در همگی این زبان‌ها، محدودیتی به روزنامه ندارد و بسیار گسترده تر است.اگرچه گاهی این خطای رایج در میان برخی فارسی زبانان دیده می‌شود، اما در محیط های حرفه‌ای و آکادمیک رسانه‌ای، چنین مسئله‌ای وجود ندارد؛ برای مثال، با همین دید که روزنامه‌نگاری می‌تواند در رادیو و تلویزیون هم انجام گیرد، رشته هایی مانند روزنامه‌نگاری رادیو تلویزیونی در ایران وجود دارند. البته باید توجه کرد که روزنامه در معنای دیگر خود، به معنای شکلی از محتوای رسانه‌ای و واقعیت محور است که با هدف افزایش اطلاعات جامعه درباره موضوعات روز و واقعیت‌ها، در مطبوعات،رادیو،تلویزیون و اینترنت تولید می‌شود؛ از آنجایی که روزنامه در این معنا، رسانه‌ای کاغذی نیست و شکلی از محتوای رسانه‌ای است که در هر رسانه ای قابل تولید است، واژه‌هایی مانند روزنامه تلویزیونی و روزنانه اینترنتی، با توجه به همین معنا از واژه روزنامه ایجاد شده‌اند و روزنامه را نه یک رسانه کاغذی، بلکه نوعی محتوای رسانه‌ای که در هر رسانه ای قابل تولید است، قلمداد می‌کنند.  

## تفاوت روزنامه‌نگار و خبرنگار
گاهی به غلط، تمام فعالین رسانه‌ای در رسانه های چاپی و کاغذی، روزنامه‌نگار( به انگلیسی: journalist) و  تمام فعالین رسانه‌ای در رسانه های دیجیتال، خبرنگار (به انگلیسی: Reporter یا correspondent) نامیده می‌شوند؛ معمولا دلیل این خطا، تصور غلط محدودیت روزنامه‌نگاری به رسانه‌های کاغذی است؛ این در حالی است که علاوه بر عدم محدودیت روزنامه‌نگاری به روزنامه‌ها، حوزه خبر و خبرنگاری تنها یکی از حوزه‌ها و فعالیت‌های حرفه روزنامه‌نگاری است. عنوان خبرنگار تنها به روزنامه‌نگارانی گفته می‌شود که فقط بر گزارش اخبار تمرکز دارند و به تحلیل اخبار و یا سایر مطالب غیر خبری نمی‌پردازند؛ ضمناً، روزنامه‌نگاران خبرنگار معمولا در مکانی خاص که محل وقوع خبر است، حضور دارند و گزارش خبری تهیه می‌کنند؛ بنابراین تمام خبرنگاران روزنامه‌نگار هستند، اما تمام روزنامه‌نگاران الزاماً خبرنگار نیستند و ممکن است علاوه بر خبرنگاری، در سایر حوزه‌های روزنامه‌نگاری هم فعال باشند؛ برای مثال روزنامه‌نگار ممکن است روزنامه‌نگار تحقیقی باشد و به تحقیق درباره موضوعاتی بپردازد که شاید حتی جزو اخبار به شمار نیایند و یا روزنامه‌نگار موسیقی باشد و به تولید محتوا‌های تحلیلی و انتقادی درباره آثار هنری جهان موسیقی بپردازد.

## موضوعات روزنامه‌نگاری
موضوع روزنامه‌نگاری هر چیزی می‌تواند باشد، و روزنامه‌نگاران به نگارش در مورد حوزهٔ گسترده ای از مسائل اشتغال دارند از جمله:
- سیاسی
- اجتماعی
- اقتصاد و تجارت
- فرهنگی
- بهداشت و پزشکی
- آموزشی
- علم و تکنولوژی
- ورزشی
- تفریح و سرگرمی
- سبک زندگی
- خانواده و کودک
- خوراک و پوشاک
- مسائل جنسی
- جناحی و پلیسی
- و …

روزنامه‌نگاران می‌توانند برای خروجی‌های خبری عمومی همچون روزنامه‌ها، مجلات خبری و رادیو تلویزیون؛ نشریات تخصصی کثیرالانتشار همچون مجلات تجاری و سرگرمی، یا برای نشریات و خروجی‌های خبری که دارای گروه خاصی از مشترکین هستند، یا پایگاه‌های خبری اینترنتی گزارش کنند.
معمولاً از روزنامه‌نگاران خبرنگار خواسته می‌شود برای گردآوری اطلاعات جهت تهیه گزارش خود در صحنهٔ وقوع ماجرا حضور یابند، و اغلب ممکن است آنان گزارش خود را در محل تهیه کنند. آنان همچنین برای گردآوری اطلاعات از تلفن، رایانه و اینترنت نیز استفاده می‌کنند. با این وجود، اغلب اوقات این گزارش‌ها در اتاق خبر یا تحریریه یعنی دفتری تهیه می‌شود که خبرنگارها و سردبیر برای تهیهٔ محتوای خبر در آن مشغول به کار هستندو فرایند پردازش تا تأیید و ارسال خبر در آن صورت می‌گیرد.
خبرنگارها، خصوصاً آن‌هایی که موضوع یا حوزهٔ خاصی را پوشش می‌دهند باید روابط گسترده‌ای با منابع، یعنی افراد و سازمان‌های فعال در حوزهٔ مورد نظر داشته باشند، تا بتوانند یا به منظور شرح جزئیات یک حادثه، یا ایجاد سرنخ‌هایی در مورد دیگر موضوعاتی که باید گزارش شود، از آن‌ها استفاده کنند. آنان همچنین باید برای تحقیق و گزارش بهتر ماجرا مهارت‌های پرسش گری و تحقیقی خود را تقویت کنند.

## سبک روزنامه‌نگاری
روزنامه‌نگاری به گروه‌های پرشماری تقسیم می‌شود: روزنامه‌ها، مجلات خبری، مجلات عمومی، مجلات تجاری، مجلات سرگرمی، خبرنامه‌ها، نشریات خصوصی، صفحات خبری آنلاین و… هر یک از این‌گونه‌ها شرایط خاص خود برای تحقیق و نگارشِ گزارش را، داراست.

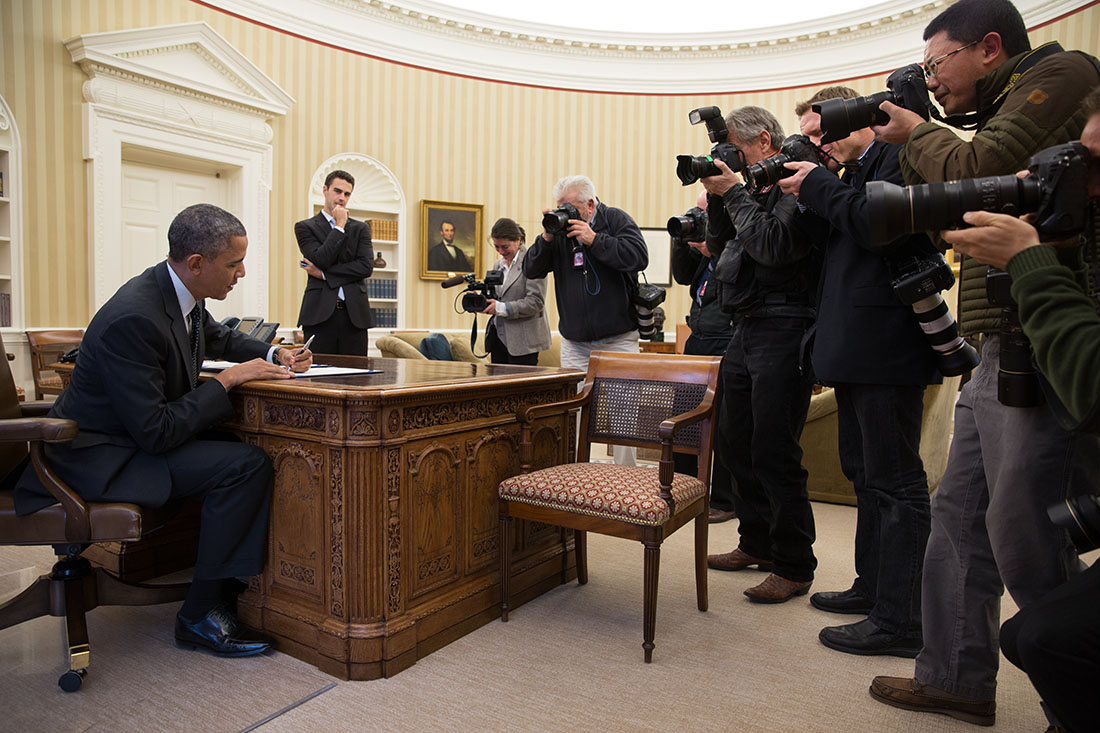
روزنامه نگاران در حال عکس گرفتن از باراک اوباما در نوامبر ۲۰۱۳

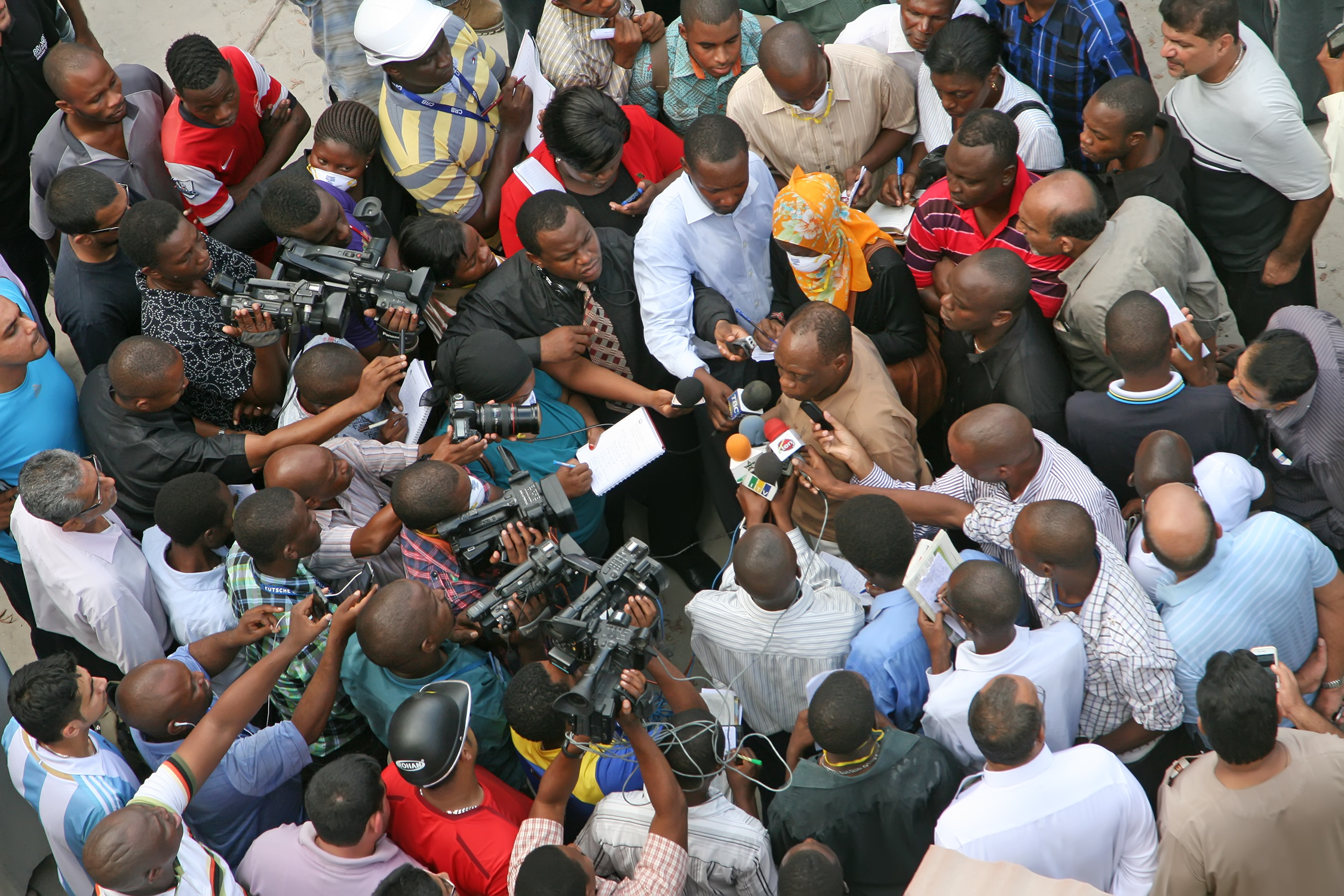
خبرنگاران در حال مصاحبه با مقامات دولتی بعد از فروریختن ساختمان در دارالسلام (تانزانیا) تانزانیا در مارس ۲۰۱۳

مثلاً، روزنامه‌نگاران ایالات متحده آمریکا از سبک هرم وارونه برای نگارش گزارش خود، استفاده می‌کردند. گرچه این سبک بیشتر برای نگارش گزارش‌های خبری صریح و جدی استفاده می‌شده و نه مقالات اصلی. گزارش‌های مکتوب خبری جدی باید به صورت خلاصه نوشته شده، و مهم‌ترین اطلاعات را در همان ابتدا بیاورد، تا چنانچه در صورت کمبود فضا، داستان خلاصه شد، کم‌اهمیت‌ترین مسائل، از انتهای داستان حذف شود. سردبیران معمولاً اطمینان حاصل می‌کنند که گزارش‌ها تا حد امکان موجز نوشته شود.
مقالات اصلی اغلب با توجه به موضوع گزارش آزادانه‌تر نوشته می‌شوند، و عموماً فضای بیشتری به آن‌ها اختصاص داده می‌شود.
مقالات مجلات خبری و مجلات عمومی معمولاً به سبکی متفاوت نوشته می‌شوند، و در آن‌ها تأکید کمتری بر هرم وارونه است. نشریات تجاری بیشتر حول محور اخبار تهیه می‌شوند، درحالی‌که نشریات سرگرمی بیشتر بر مبنای مقالات اصلی تدوین می‌شوند.

### روزنامه‌نگاری رادیو تلویزیونی
روزنامه‌نگار رادیو باید حقایق را جمع‌آوری کرده و آن را با دقت و قاطعیت پخش کنند، اما در همین حین باید جلوه‌های صوتی جالبی نیز به گزارش خود بیفزایند که این امر از طریق مصاحبه با افراد درگیر در ماجرا و موسیقی پس‌زمینه که به توصیف ماجرا کمک می‌کند فراهم می‌شود. گزارشگران رادیو ممکن است مقدمه‌ای بر خبر بنویسند که توسط گوینده خوانده می‌شود، آنان همچنین ممکن است به صورت زنده به پرسشهای گویندهٔ خبر نیز پاسخ دهند.
روزنامه‌نگار تلویزیون برای شرح و توضیح گزارش خود به اطلاعات تصویری، از جمله مصاحبه زنده با افراد درگیر در ماجرا، تصاویری از صحنه رویداد ماجرا، و تصاویر گرافیکی که بیشتر در ایستگاه تلویزیون برای قالب ریزی خبر تهیه شده متوسل می‌شوند. گزارشگران تلویزیون نیز ممکن است مانند گزارشگران رادیو مقدمه‌ای بر خبر بنویسند که توسط گوینده تلویزیون در آغاز خبر خوانده می‌شود. معمولاً گزارشگران رادیو و تلویزیون از فضایی که مطبوعات، برای درج اطلاعات در اختیار دارند، برخوردار نیستند.
روزنامه‌نگاری در عصر هوش مصنوعی در دنیای امروز، تحول دیجیتال (Digital Transformation) نقش بی‌بدیلی در تغییر ساختارهای سنتی رسانه‌ای ایفا کرده است. هوش مصنوعی (Artificial Intelligence – AI)  به عنوان نیروی محرکه اصلی این تغییر و تحول، روزنامه نگاری را از یک حرفه صرفاً انسانی به عرصه ای تبدیل کرده که در آن الگوریتم ها، یادگیری ماشینی  (Machine Learning – ML) و تولید خودکار محتوا (Automated Journalism)  نقشی کلیدی و غیرقابل انکار ایفا می کنند. از طرفی، این فناوری جدید امکانات گسترده‌ای برای بهینه‌سازی (Optimization) فرایندهای خبری فراهم کرده و از سوی دیگر، چالش‌های مهمی را در زمینه کیفیت محتوا، شفافیت، اخلاق رسانه‌ای و آینده شغلی خبرنگاران ایجاد کرده است. 

## تاریخچه

### روزنامه‌نگاری در دوران قدیم
گرچه خبررسانی در شکل جدید و استاندارد آن از سده هفدهم به بعد بود ولی دولت‌ها از زمان دودمان هان در چین باستان اقدام به انتشار بولتن‌های خبری همگانی کردند.

## نقش روزنامه‌نگاری در جامعه
در دههٔ ۱۹۰۲ که روزنامه‌نگاری نوین در حال پا گرفتن بود، نویسنده والتر لیپمن و فیلسوف آمریکایی جان دووی در مورد نقش روزنامه‌نگاری در دموکراسی با یکدیگر مباحثاتی داشتند. فلسفهٔ بحث آنان هنوز مشخصه بحث در مورد نقش روزنامه‌نگاری در جامعه و دولت ملی است.
«لیپمن» بر این باور بود که روزنامه‌نگاری می‌بایست به عنوان یک میانجی یا مترجم بین عموم و سیاست‌گذاران عمل کند. بر این اساس روزنامه‌نگاری تبدیل به یک واسطه می‌شد. هنگام سخنرانی نخبگان، روزنامه‌نگار گوش فرا می‌داد و اطلاعات را ثبت می‌کرد، آنگاه این اطلاعات را تصفیه کرده، و برای استفاده عموم در اختیار آنان قرار می‌داد.
دلیل روزنامه‌نگار برای این کار آن بود که عموم در موقعیتی نبودند که بتوانند به هضم اطلاعات فزاینده و پیچیدهٔ جامعهٔ مدرن باشند، در نتیجه یک واسطه می‌بایست اخبار را برای آنان تصفیه می‌کرد.
لیپمن این موضوع را به این صورت شرح می‌دهد:
عموم از هوشیاری کافی برای درک مسائل پیچیده سیاسی برخوردار نیست. علاوه بر این، عموم آنقدر در زندگی روزمره خود غرق است که توجه چندانی به سیاست‌های پیچیده دولت ندارد؛ بنابراین آنان نیاز به فردی دارند که تصمیمات و نگرانی‌های نخبگان را تفسیر کرده و اطلاعات را ساده و قابل فهم کند. این نقش یک روزنامه‌نگار است.
لیپمن معتقد بود که عموم از طریق رأی خود بر تصمیم‌گیری نخبگان تأثیر می‌گذارند. در همین حین، نخبگان (یعنی سیاست‌مداران، سیاست گزاران، مأموران دولت، دانشمندان، و…) قدرت را اداره خواهند کرد. در دنیای لیپمن، نقش روزنامه‌نگار آگاه کردن عموم از اقدامات نخبگان بود. از آنجایی که عموم از طریق رأی خود حرف آخر را می‌زدند یکی دیگر از نقش‌های روزنامه‌نگار نظارت بر عملکرد نخبگان بود. این روند عملاً عموم را در پایین‌ترین سطح زنجیره قدرت قرار می‌داد، که اطلاعات را که از نخبگان جریان می‌یافت، دریافت می‌کردند.

«دووی»، از سوی دیگر، معتقد بود که:
عموم نه تنها قادر به درک مسائل ایجادشده توسط نخبگان یا پاسخ آنان به این مسائل است، بلکه تصمیمات پس از بحث و گفتگو باید توسط عموم اتخاذ شود. پس از بررسی کامل مسائل، بهترین نظرات به‌دست خواهد آمد.
دووی معتقد بود روزنامه‌نگار نه تنها باید به عموم اطلاع‌رسانی کند، بلکه باید گزارش خود را به گونه‌ای تدوین کند که هدف از آن صرفاً انتقال ساده اطلاعات نباشد. در دنیای دووی نقش روزنامه‌نگار تغییر کرد. دووی معتقد بود روزنامه‌نگار باید اطلاعات را درک کرده، آنگاه به ارزیابی پیامدهای سیاست‌های مصوب نخبگان بپردازد. در طول زمان، عقاید وی در درجات مختلف به کار گرفته شده‌است و از نظریهٔ وی، عموماً تحت عنوان روزنامه‌نگاری اجتماعی یاد می‌شود.
مفهوم «رورنامه‌نگاری اجتماعی» اکنون در کانون پیشرفت‌های جدید در عرصه روزنامه‌نگاری قرار دارد. بر اساس این الگوی جدید، روزنامه‌نگاران می‌توانند شهروندان و نخبگان را در امر طرح موضوع و ایجاد محتویات خبر دخیل سازند.
باید خاطر نشان ساخت که با وجود مفهوم برابری، دووی هنوز بر مفهوم تخصص تأکید دارد. دووی معتقد است دانش جمعی بر دانش فردی ارجحیت بسیار دارد.
در ساختار دووی متخصصان و دانشمندان جایگاه خود را دارا هستند، اما دربرداشت لیپمن از روزنامه‌نگاری و جامعه از ساختار ترتیبی برای این دو، سخنی به میان نیامده‌است. بر اساس دووی: محاوره، مباحثه و گفتگو، اساس دموکراسی را تشکیل می‌دهند.
با اینکه فلسفهٔ لیپمن در مورد روزنامه‌نگاری بیشتر مورد قبول رهبران دولتی است، رویکرد دووی، بهتر گویای نقشی است که بسیاری از روزنامه‌نگاران در جامعه برای خود متصورند و اینکه اکثریت جامعه از روزنامه‌نگاران چه انتظاراتی دارند.
برای مثال شهروندان آمریکایی ممکن است بسیاری از عملکردهای افراطی روزنامه‌نگاران را مورد نکوهش قرار دهند، اما از روزنامه‌نگاران این انتظار را دارند که بادقت، ناظر دولت، شرکت‌های تجاری و دیگر فعالان حاضر در صحنه باشند و مردم را قادر سازند تا در مورد مسائل روز جامعه، تصمیمات آگاهانه اتخاذ کنند.

## استانداردهای حرفه‌ای و اخلاقی
از روزنامه‌نگاران انتظار می‌رود که اصول خاص این حرفه را به درستی رعایت کنند. قسمتی از این اصول عبارت‌اند از:
- استفاده از منبع اصلی اطلاعات، شامل مصاحبه با افرادی که مستقیماً در یک موضوع نقش دارند، اسناد اصل و دیگر منابع مستقیم اطلاعاتی تا حد امکان و نقل منابع اطلاعات در خبرها؛
- در صورت عدم وجود منابع اصلی انتساب کامل تمامی اطلاعات گردآوری‌شده از دیگر منابع منتشر شده (عدم انجام این کار (سرقت ادبی محسوب می‌شود)؛ برخی از روزنامه‌ها وقتی مقاله‌ای از اطلاعات گزارش‌ها قبلی استفاده کرده باشد، آن را نقل می‌کنند؛
- استفاده از چندین منبع اطلاعاتی مرجع، مخصوصاً در مواردی که موضوع گزارش جنجال‌برانگیز باشد؛
- بررسی دقیق هر مطلبی که به عنوان واقعیت عنوان می‌شود؛
- جستجو و نقل تمامی تعبیرات ممکن از یک موضوع؛
- گزارش منصفانه و دور از جبهه‌گیری و به تصویر کشیدن جوانب مختلف یک موضوع بدون طرفداری از یکی؛
- انجام تحقیق و تولید گزارش با رعایت توازن میان واقع گرا و شک‌گرایی.
- قضاوت دقیق در هنگام تنظیم و گزارش اطلاعات.
- دقت در محرمانه نگاه داشتن منابع (سازمان‌های خبری معمولاً قوانینی خاص در مورد محرمانه نگاه داشتن منابع دارند که روزنامه‌نگاران باید از آن‌ها تبعیت کنند)؛
- رد کردن هرگونه هدیه یا لطف از طرف مورد گزارش، و حتی جلوگیری از هرگونه تحت تأثیر واقع شدن؛
- جلوگیری از تهیهٔ گزارش یا شرکت در تحقیق و نگارش در مورد موضوعی که خود خبرنگار نسبت به آن نفع شخصی یا تعصبی دارد که کنار گذاشتن آن برایش امکان‌پذیر نیست.

### عدم رعایت استانداردها
تبعیت کامل از این اصول حرفه‌ای، در دنیای واقعی، می‌تواند مشکل باشد. حتی روزنامه‌نگارانی که عقیده دارند در کار خود منصف و واقع گرا عمل می‌کنند ممکن است خلاف آن عمل کنند. با انتخابی عمل کردن در تهیه گزارش، اعتماد بیش از حد به ماجرا یا پخش توضیحی جزئی از وقایع. حتی در گزارش‌های روزمره نیز می‌تواند به راحتی با انتخاب گزارشگر یا گوینده‌ای در خلاصه کردن بعضی از حقایق بپردازد، یا قصور در چک کردن منابع کافی، گوش کردن و گردآوری گزارش صداهای مخالف، یا جستجو برای یافتن ابعاد تازه، می‌تواند در یک تولید یک گزارش اثر بگذارد.
درحالی‌که گزارشگران سعی می‌کنند تبعیضات را کنار بگذارند، ممکن است به راحتی بدون آنکه متوجه باشند، آن‌ها را اعمال کنند. گزارشگران جوان ممکن است نسبت به مسائلی که بر روی افراد مسن جامعه تأثیر می‌گذارد، غافل باشند. شخصی با سابقه ۲۰ ساله در «نیروی ضربت بلیس» ممکن است از شایعه‌ها در مورد فساد سازمانی بی‌اطلاع بماند. انتشاراتی‌هایی که مختص حومه‌نشینان مرفه هستند، ممکن است مشکلات شهری را نادیده بگیرند؛ و البته گزارشگران و سردبیران ساده‌لوح و بی‌اطلاع نیز ممکن است شکار روابط عمومی‌ها، تبلیغات یا اطلاعات غلط قرار گیرند.
سازمان‌های خبری از ویراستار، تولیدکننده و مسئول خبری استفاده می‌کنند که کارشان بررسی کار گزارشگران در مراحل مختلف انجام کار است. اما ویراستاران هم خسته، تنبل، مغرور و متعصب می‌شوند. در این صورت این ویراستاران ممکن است نسبت به حذفیات، تبعیضات و موارد ساختگی روزنامه‌نگاران محبوب خود بی‌توجه باشند. ویراستاران منطقه‌ای نیز ممکن است فاقد توانایی لازم برای بررسی دیدگاه (یا چک کردن حقایق) روزنامه‌نگاری که از یک شهر دور یا کشور دیگر گزارش می‌کند، باشند.
به‌طور حتم بودجهٔ یک سازمان خبری بر تصمیم‌گیری در مورد انواع خبرهایی که مورد پوشش قرار داده می‌شوند، بر مخاطبان مورد نظر و میزان پوشش خبرها تأثیر خواهد گذاشت. چنین تصمیماتی ممکن است متأثر از تعصبات آگاهانه یا ناآگاهانه باشد. در زمان کسر بودجه، ممکن است ویراستاران، روزنامه‌نگاران در ادارات خبری دوردست را فدا کنند یا اینکه تعداد کارکنان در مناطق کم‌درآمد را کم کنند یا انتشارات خود در برخی جوامع را به کلی قطع کنند.
ناشران، مالکان یا سایر مدیران اجرایی خصوصاً مقامات اجرایی تبلیغات فروش می‌توانند از قدرت خود بر روزنامه‌نگاران برای تأثیر بر نحوهٔ گزارش و انتشار خبرها استفاده کنند. روزنامه‌نگاران معمولاً با استفاده از مدیریت عالی «فایروال» بین بخش خبر و سایر بخش‌های یک سازمان خبری ارتباط ایجاد می‌کنند تا بدین نحو مانع تأثیر ناخواستهٔ سایر بخش‌ها بر بخش خبری شوند. مجله‌ای خبری به نام بررسی روزنامه‌نگاری کلمبیا مثال‌هایی از میدانی که سعی کرده‌اند بر نحوهٔ پوشش خبری تأثیر بگذارند یا آن دسته از مدیرانی که در صدد استفاده از قدرت خود برای تأثیر بر روزنامه‌نگاران نیستند و همچنین از روزنامه‌نگارانی که در مقابل این فشارها مقاومت کرده‌اند می‌باشد.

## گزارشگری در مقابل ویراستاری
عموماً ناشران و خوانندگان خبر میان گزارش «صرف حقایق» و «نوشتن نظرات شخصی» تمایز قائل‌اند و این کار را اغلب با محدود کردن ستون نظرات به صفحهٔ ویراستاری و صفحهٔ مقابل آن یا «op-ed» (صفحهٔ مقابل ویراستاری) انجام می‌دهند. سرمقاله‌های امضاء نشده عموماً دربرگیرندهٔ نظرات رسمی هیئت ویراستاری است، درحالیکه صفحات
op-ed می‌تواند ترکیبی از ستون‌های مشترک و دیگر مطالب باشد که غالباً در آن‌ها سعی شده‌است توازنی میان نظرات سیاسی و اجتماعی مختلف ایجاد کند.
با این وجود ممکن است تفاوت میان گزارش و نظر از بین برود. داستان‌های بیچیده غالباً نیازمند خلاصه کردن و توضیح و تفسیر حقایق می‌باشند خصوصاً در مواقعی که زمان و مکان اختصاصی به داستان مورد نظر محدود است. داستان‌هایی که دارای تفاسیر و توضیحات زیادی می‌باشند غالباً «تحلیل خبر» نامیده می‌شوند، ولی بااین‌وجود در ستون صفحات خبری گنجانده می‌شوند. در مورد گزارش‌های رسانه‌ای با توجه به زمان محدود چنین تمایزاتی به ندرت امکان‌پذیر است.

## روزنامه‌نگاری غافلگیرانه
به معنای روش‌های تهاجمی و جسورانه‌ای است که روزنامه‌نگاران برای مواجه کردن افراد با سؤالاتی که تمایلی برای صحبت کردن در مورد آن‌ها ندارند بکار می‌گیرند. این روش خصوصاً مورد استفاده روزنامه‌نگاران یا گزارشگران تلویزیونی از جمله کارکنان CBS-TV ۶۰ دقیقه و توسط جرالد ریورا و هم‌اکنون در شبکه فاکس‌نیوز و توسط صدها گزارشگر محقق آمریکایی در شبکه‌های محلی قرار می‌گیرد.
این روش شدیداً مورد انتقاد برخی گزارشگران و دیگر افراد است که استفاده از این نوع روزنامه‌نگاری را غیراخلاقی و جنجالی می‌دانند، درحالیکه دیگران آن را تنها راه نقد گزارش برای کسانیکه مخاطب آن هستند، می‌دانند. در ایالات متحده روزنامه‌نگاری غافلگیرانه غیرقانونی محسوب نمی‌شود.

## روزنامه‌نگاری مغرضانه
به معنای دستکاری عامدانه در طرح حقایق در گزارش است تا شخص یا سازمانی را به گونه‌ای نمایش دهد که با تصویر دقیق آن بر اساس بررسی متوازن حقایق موجود، متفاوت باشد. این روش مخصوصاً در روزنامه‌نگاری رسانه‌ای کاربرد گسترده دارد که در آن داستان، صحنه‌ها و مصاحبه‌ها به گونه‌ای طراحی می‌شوند که تأثیری خاص را نسبت به موضوع گزارش ایجاد کنند.
روزنامه‌نگاری مغرضانه از انواع روزنامه‌نگاری بسیار غیراخلاقی محسوب می‌شود. بسیاری از اشخاصی که از آن‌ها گزارش تهیه شده‌است، اذعان کرده‌اند که در معرض این نوع روزنامه‌نگاری قرار گرفته‌اند. برخی از تولیدات رسانه‌ای نیز متهم به روزنامه‌نگاری مغرضانه هستند.
تعداد زیادی از سازمان‌ها، دانشگاه‌ها و موسسات حرفه‌ای وجود دارند که قائل به برتری و برتری روزنامه‌نگاری هستند. جایزه پولیتزر، که توسط دانشگاه کلمبیا در شهر نیویورک توزیع می‌شود، به روزنامه‌ها، مجلات و رسانه‌های پخش برنامه که در حوزه‌های مختلف روزنامه‌نگاری برتر شناخته می‌شوند اعطا می‌شود. دانشکده تحصیلات تکمیلی روزنامه‌نگاری نیویورک جایزه آلفرد آی دوپونت-جایزه دانشگاه کلمبیا را به افراد برتر در روزنامه‌نگاری رادیو و تلویزیون اعطا می‌کند و مؤسسه اسکریپس هووارد جایزه ملی روزنامه‌نگاری  را به برترین‌های ۱۷ حوزه رادیو و تلویزیون می‌دهد. انجمن روزنامه‌نگاران حرفه‌ای نیز جایزه سیگما دلتا را به برترین‌های روزنامه‌نگاری اعطا می‌کند؛ و اما در صنعت تلویزیون، آکادمی ملی هنر و علوم تلویزیونی جوایزی را به برترین‌های ژورنالیم تلویزیونی اعطا می‌کند.

## سرمقاله نویسی
روزنامه‌ها و نشریات ادواری اغلب دارای سرمقاله هستند که توسط روزنامه‌نگارانی که بسیاری از آن‌ها در این نوع روزنامه‌نگاری عمیق تخصص دارند نوشته شده‌است، (رجوع شود به عنوان سبک مقاله اصلی در مقاله سبک اخبار).
سرمقاله‌ها اغلب طولانی‌تر از مقالات عادی هستند و همراه آن‌ها عکس، طراحی و دیگر کارهای «هنری» به کار می‌رود. حتی سرمقاله‌ها را گاهی با استفاده از ابزار چاپ و رنگ‌ها برجسته می‌نمایند.
نوشتن سرمقاله مشکل‌تر از نوشتن خبرهای معمولی است؛ چرا که روزنامه‌نگاران با تلاشی به اندازه تلاش روزنامه‌نگاران درصدد جمع‌آوری و گزارش درست و صحیح حقایق یک ماجرا هستند، این در حالی است که روزنامه‌نگاران علاوه بر جمع‌آوری و گزارش درست و صحیح باید راهی جذاب و مبتکرانه برای نوشتن مقاله، به ویژه تیتر یا چند پاراگراف اول آن بیابند. تیتر علاوه بر آنکه باید ایده مقاله را برساند باید بتواند توجه خواننده را نیز جلب کند. اغلب موضوع مقاله‌است که تعیین می‌کند تیتر چه باشد. علاوه بر آن، ژورنالیست‌ها باید سخت‌تر کار کنند تا در هنگام نوشتن تیتر و دیگر اجزای مقاله ایماژها و واژگان کلیشه‌ای تولید نکنند.
در نیمه دوم قرن بیستم خط مایز بین گزارش خبری و سرمقاله‌نویسی مبهم و نامشخص شد؛ چرا که روزنامه‌نگاران و نشریات بیشتر و بیشتری رویکردهای متفاوتی را برای نوشتن مقاله اتخاذ کردند. تام ولف، گی تالیس و هانتر تامپسون و دیگر روزنامه‌نگاران رویکردهای متفاوت زیادی را برای نوشتن مقالات خبری به کار بستند. نشریات شهری و هفته نامه‌ها خط مایز مزبور را مبهم تر و نامشخص تر کردند و بسیاری از مجلات نیز مقالات را بر خبرهای معمولی ترجیح می‌دادند.
برخی از برنامه‌های خبری تلویزیونی نیز در شکل‌های جدیدی مطرح می‌شدند و شمار زیادی از منتقدان معتقد بودند بسیاری از برنامه‌های خبری دیگر برنامه خبری نیستند؛ چرا که محتوی و سبک مورد استفاده آن‌ها مطابق با استانداردهای پذیرفته شده روزنامه‌نگاری نبود. اما از طرف دیگر، رادیو ملی به عنوان نمونه خوبی از ترکیب گزارش خبری، مقالات یا ترکیبی از هر دو تلقی می‌شد. دیگر سازمان‌های مرتبط با خبرهای رادیویی مردمی آمریکا نیز به چنین نتایج مشابه‌ای دست یافتند.
با وجود ابن، هنوزهم اکثریت روزنامه‌ها، به مانند سازمان‌های اخبار رادیو و تلویزیون، خط تمایز مشخصی بین خبر و مقاله قائل هستند.

## روزنامه‌نگاری پژوهشی
روزنامه‌نگاری پژوهشی در بین انواع روزنامه‌نویسی سخت‌ترین گونه روزنامه‌نگاری است.

## روزنامه‌نگاری ورزشی
روزنامه‌نگاری ورزشی جنبه‌های زیادی از رقابت‌های ورزشی افراد را دربرمی گیرد و جزء لاینفکی از اغلب محصولات روزنامه‌نگاری، از جمله روزنامه‌ها، مجلات، و برنامه‌های خبری رادیو و تلویزیون محسوب می‌شود. در حالی که برخی از منتقدان روزنامه‌نگاری ورزشی را به عنوان روزنامه‌نگاری حقیقی قبول ندارند، اهمیت ورزش در فرهنگ غرب عاملی است برای توجیه این امر که ژورنالیست‌ها نه تنها به رقابت‌های ورزشی، بلکه به ورزشکاران و تجارت در ورزش نیز توجه نمایند.
به‌طور سنتی در ایالات متحده روزنامه‌نگاری ورزشی در مقایسه با نوشته‌های روزنامه‌نگاری سنتی از انسجام، ابتکار و تعصب کمتری برخوردار بود، با این حال تأکید بر صحت و درستی و رعایت عدالت و بی‌طرفی هنوز هم بخشی از روزنامه‌نگاری ورزشی را تشکیل می‌دهد. تأکید بر توصیف صحیح عملکرد آماری ورزشکاران نیز یکی دیگر از بخش‌های مهم روزنامه‌نگاری ورزشی محسوب می‌شود.

## روزنامه‌نگاری علمی
روزنامه‌نگاری علمی شاخه نسبتاً جدیدی از روزنامه‌نگاری محسوب می‌شود که در آن گزارش روزنامه‌نگاران اطلاعاتی را در مورد موضوعات علمی به مردم انتقال می‌دهد. روزنامه‌نگاران علمی باید اطلاعات مبسوط، فنی، و در پاره‌ای اوقات اطلاعاتی را که با زبان مخصوص نوشته شده‌است را درک و تفسیر کنند و سپس آن را به گزارش‌های جذابی که برای مصرف‌کنندگان رسانه‌های خبری قابل باشد تبدیل نمایند.
روزنامه‌نگاران علمی باید تصمیم بگیرند که از میان دستاوردهای علمی کدام ارزش پوشش خبری را دارد و همچنین باید بتوانند تشخیص بدهند که از میان منازعات جامعه علمی کدام برای پوشش خبری ارزش دارند. روزنامه‌نگاران باید در این سنجش خود باید عدالت و بی‌طرفی را رعایت کنند، اما هیچ‌گاه حقایق را فدا نکنند.
بسیاری از روزنامه‌نگارانی که در حوزه علمی فعالیت دارند آموزش‌هایی را در حوزه روزنامه‌نگاری خود گذرانده‌اند، به عنوان مثال می‌توان به پزشکانی اشاره کرد که در اخبار پزشکی را تحت پوشش خود قرار می‌دهند. البته این مسئله کلی نیست و در میان روزنامه‌نگاران علمی نیز کسانی هستند که در حوزه علمی دوره یا آموزش ندیده‌اند.

## روزنامه‌نگاری تحقیقی
روزنامه‌نگاری تحقیقی که در آن روزنامه‌نگاران رفتاری خلاف عرف غیراخلاقی و غیرقانونی افراد، موسسات اجاری و دولتی را مورد تفحص قرار می‌دهند و آن را فاش می‌سازند، می‌تواند پیچیده، زمان بر و پرهزینه باشد؛ چرا که گروه‌هایی از روزنامه‌نگاران ، ماه‌ها تحقیق و تفحص، مصاحبه‌های گوناگون (اغلب مصاحبه‌های تکراری) با افراد بی‌شمار، مسافرتهای دور و دراز، رایانه جهت تجزیه و تحلیل پایگاه داده‌های اسناد مردمی، یا استفاده از کارکنان حقوقی شرکت به منظور ایمن نگه داشتن اسناد با توجه به قانون آزادی اطلاعات، از جمله مواردی است که در روزنامه‌نگاری تحقیقی لازم است.
این نوع گزارش با توجه به ماهیت برخوردی ذاتی اش، اغلب جزء اولین نوع روزنامه‌نگاری است که متحمل کاهش بودجه یا مداخله کسانی خارج از واحد خبر می‌شود. اگر گزارش تحقیقاتی ضعیف می‌تواند واکنش‌های منفی اشخاص مورد تحقیق و عموم مردم را ضد روزنامه‌نگاران و سازمان‌های رسانه‌ای در پی داشته باشد یا آن‌ها را با اتهام روزنامه‌نگاری بی بند و بار مواجه سازد. اما اگر گزارش تحقیقی قوی باشد می‌تواند توجه مردم و دولت را جلب موضوعات و شرایطی کند که از نظر مردم رسیدگی به آن‌ها لازم و ضروری است. همچنین یک گزارش قوی می‌تواند برای روزنامه‌نگاران دست اندرکار و مسئولان مطبوعات جوایز و شهرت به ارمغان آورد.

## روزنامه‌نگاری مشاهیر یا مردم

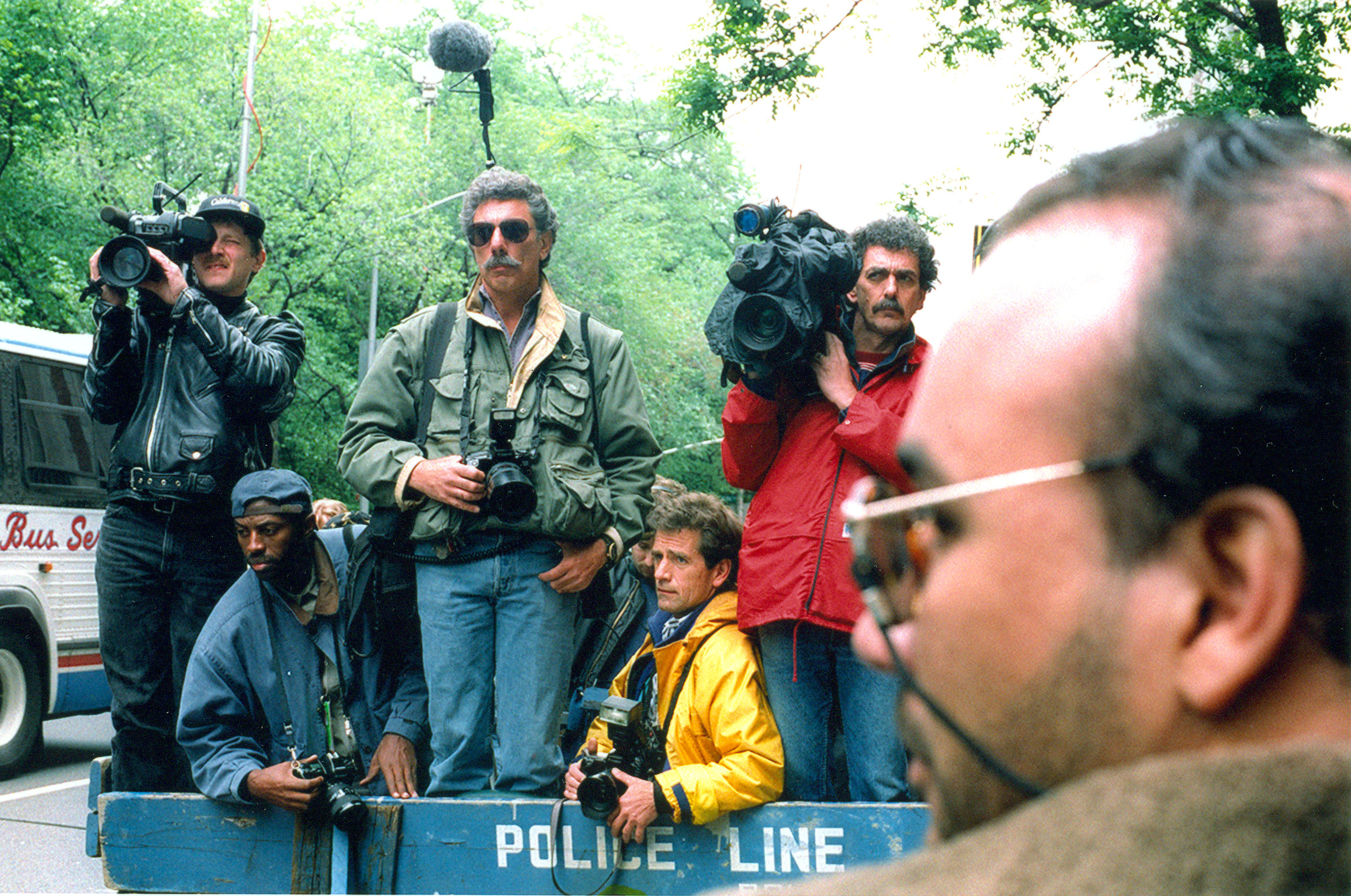
جبرنکاران عکاس در بیرون محل اقامت اوناسیس

یک حوزه دیگر از روزنامه‌نگاری که چندان هم مطرح نیست و در قرن بیستم سنگ بنای آن گذاشته شد، روزنامه‌نگاری مشاهیر یا مردم می‌باشد که به زندگی شخصی افراد، عمدتاً اشخاص شهیر و بنام، از جمله ستاره‌های سینما و تئاتر، هنرمندان عرصه موسیقی، مدل‌ها و عکاسان و دیگر افراد مشهور در صنعت نمایش و سرگرمی و همچنین افراد خواهان توجه، از جمله سیاست‌مداران و افراد مورد توجه مردم، نظیر کسانی که کاری انجام داده‌اند که ارزش خبری دارد، می‌پردازد.
روزنامه‌نگاری مشاهیر که روزگاری در حوزه رسانه به نویسنده ستون شایعات و مجلات شایعه پرداز قرار می‌گرفت، حال به کانون توجه روزنامه‌های جنجالی ملی از قبیل نشنال اینکوآیرر، مجلاتی از قبیل مردم و یو اس ویکلی و برنامه‌های تلویزیونی‌ای که به‌طور هم‌زمان پخش می‌شوند، از جمله اینترتینمنت تونایت، شبکه‌های کابلی مانند E! و شمار زیادی از تولیدات تلویزیونی و صدها وبگاه اینترنتی دیگر تبدیل شده‌است. اغلب دیگر رسانه‌های خبری نیز قسمتی از برنامه‌های خود را به مشاهیر و مردم اختصاص می‌دهند.
تفاوت روزنامه‌نگاری مشاهیر با نوشتن مقاله اولاً در این است که روزنامه‌نگاری مشاهیر به افرادی می‌پردازد که از قبل مشهور هستند یا دارای جذابیت خاصی هستند، ثانیاً روزنامه‌نگاری مشاهیر به‌طور وسواس گونه‌ای مشاهیر را تحت پوشش قرار می‌دهد، تا آنجا که این روزنامه‌نگاران برای پوشش خبری حتی رفتار خلاف عرف نیز از خود نشان می‌دهند. عکاس سمج، عکاسانی هستند که با سماجت می‌کوشند عکس‌های مشکل آفرین و جنجالی از مشاهیر تهیه کنند، مشخصه اصلی روزنامه‌نگاری مشاهیر است.

## روزنامه‌نگاری سایبر
روزنامه‌نگاری آنلاین، روزنامه‌نگاری سایبر یا روزنامه‌نگاری الکترونیک انواع جدیدی از روزنامه‌نگاری هستند که به شبکه اینترنت و شبکه جهانی وب، متکی هستند.
از این‌گونه روزنامه‌نگاری‌ها، در ایران، می‌توان به انواع سایت‌های خبرگزاری، پایگاه‌های خبری و کانال‌های خبری اشاره کرد.

## وضعیت قانونی

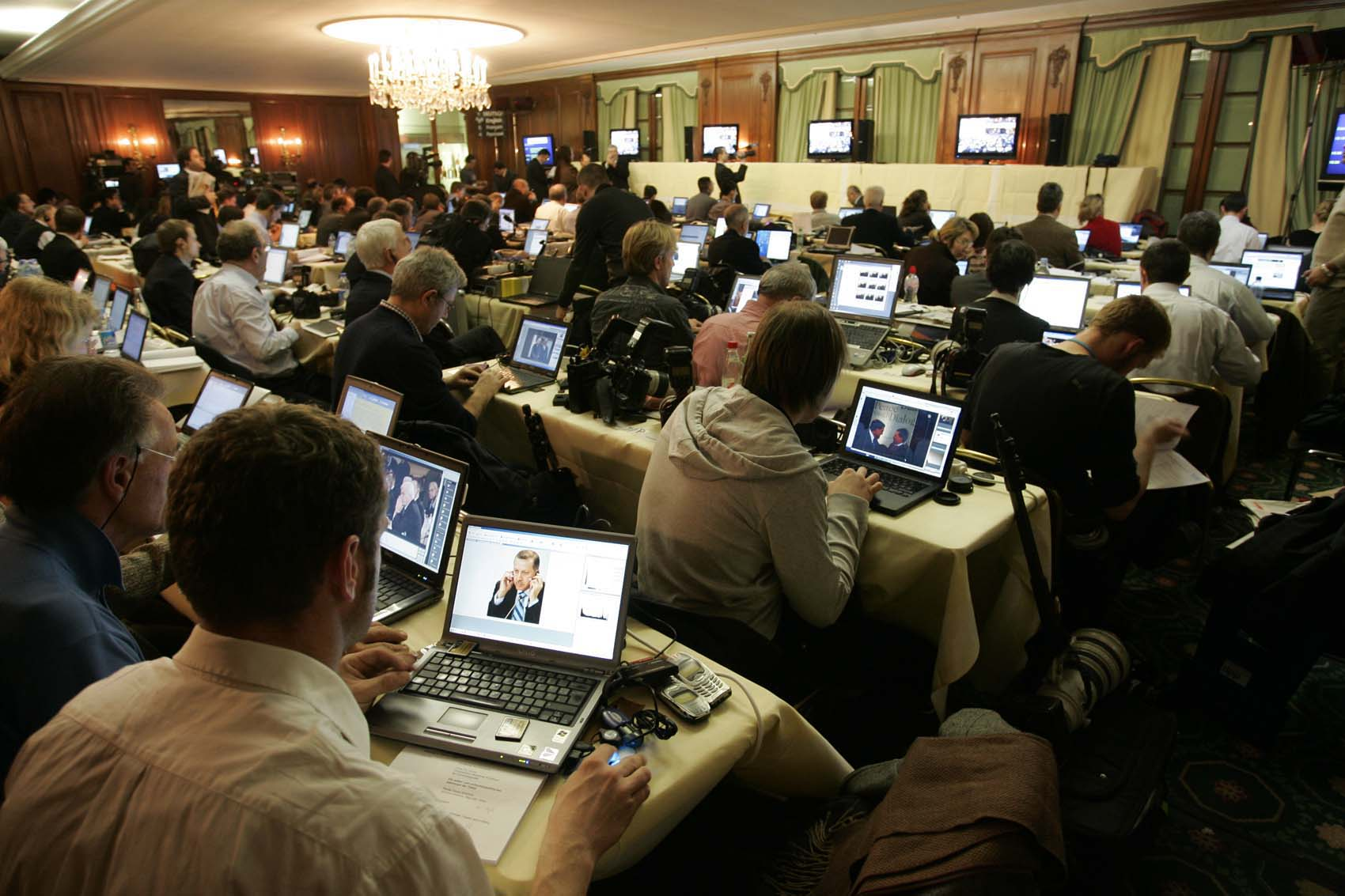
روزنامه‌نگاران در یک کنفرانس مطبوعاتی

روزنامه‌نگاران سراسر جهان اغلب در کشور خود در مورد دولت‌ها مطلب می‌نویسند و آن دولت‌ها سیاست‌ها و رسوم کاملاً متفاوتی را در خصوص روزنامه‌نگاران دارند که موضوع تحقیق و نوشتار روزنامه‌نگاران و آنچه سازمان‌های انتشاراتی مجاز به چاپ آن هستند توسط آن سیاست‌ها و رسوم کنترل می‌شود. بسیاری از دولتهای غربی آزادی مطبوعات را تضمین می‌کنند و اقداماتی چندان زیادی برای محدود ساختن حقوق آزادی مطبوعات انجام نمی‌دهند، در حالی که دیگر کشورها به شدت آنچه را که روزنامه‌نگاران می‌توانند در مورد آن تحقیق کنند یا آن را به چاپ برسانند محدود می‌سازند.
در بسیاری از کشورها، روزنامه‌نگاران از امتیازات خاصی برخوردارند که عامه مردم از آن بهره‌مند نیستند، که از آن جمله می‌توان به دسترسی بهتر به وقایع اجتماعی، صحنه‌های جنایت، کنفرانس‌های مطبوعاتی، مصاحبه‌های مفصل با مقامات دولتی، افراد مشهور و سایر چهره‌های سرشناس از نظر مردم اشاره کرد. این امتیازات از قدرت مسلم مطبوعات در جلب نظر عموم به طرفداری یا علیه دولت‌ها، مقامات و سیاست‌های آن‌ها و نیز از این درک که مطبوعات اغلب نماینده مخاطبانشان هستند نشات می‌گیرد. این امتیازات از حقوق قانونی روزنامه‌نگاران فراتر می‌رود اما لزوماً به واسطه این حقوق تضمین نمی‌شوند. گاهی ممکن است مقامات دولتی تلاش کنند برخی از روزنامه‌نگاران را که موقعیت آن‌ها را به مخاطره می‌اندازند از طریق محروم کردن آنان از همین حقوق که به سایر روزنامه‌نگاران تسری یافته، تنبیه کنند.
ملتها یا اختیاراتی که رسماً به روزنامه‌نگاران مجوز فعالیت می‌دهند، ممکن است در کنار آن مجوزها، حقوق و مسئولیت‌های خاصی را نیز به روزنامه‌نگاران اعطا کنند، اما در ایلات متحده، سنت استقلال مطبوعات از اعمال هر گونه بررسی یا مجوز دهی دولتی، در امان بوده‌است. برخی ایالت‌ها قوانین حمایتی صریحی دارند که از روزنامه‌گاران در برابر هرگونه تحقیق و تفحص دولتی حمایت می‌کند، اما این تعاریف قانونی از «روزنامه‌نگار» به دسترسی شخص به مطبوعات چاپی و شبکه‌های رادیو-تلویزیونی محدود هستند. در همین راستا یک قانون حمایتی در سطح ملی مطرح شده‌است.
در برخی کشورها، روزنامه‌نگاران مستقیماً توسط دولت استخدام، کنترل یا سانسور می‌شوند. در دیگر کشورها، دولت‌هایی که مدعی تضمین حقوق مطبوعات هستند، در حقیقت روزنامه‌نگاران را از طریق تهدید به دستگیری، نابودی یا توقیف اموال (بویژه ابزارهای تولید و انتشار خبر)، شکنجه یا قتل تهدید می‌کنند.
روزنامه‌نگارانی که می‌خواهند درگیری‌ها، چه جنگ‌های بین کشورها چه شورش‌های درون کشورها را پوشش دهند، اگر هم از حقوق خود مبنی بر حمایت شدن از سوی دولت دست نکشند، اغلب این انتظار را که توسط دولت حمایت شوند کنار می‌گذارند.

## حقوق روزنامه‌نگاران در مقایسه با حقوق شهروندان عادی و سازمان‌های خصوصی
روزنامه‌نگاران از همان حقوقی که شهروندان عادی و سازمان‌های خصوصی برخوردارند، بهره‌مند هستند. اختیارات روزنامه‌نگاران نسبت به شهروندان خصوصی، توسط حق زندگی خصوصی شهروندان محدود شده‌است. در عین حال کسانی که مایلند در مطبوعاتی نمودی خوشایند داشته باشند (مثل چهره‌های مشهور) به روزنامه‌نگاران اجازه می‌دهند که بیش از سایرین به زندگی خصوصی آن‌ها دسترسی داشته باشند. اگر شخصی زندگی خصوص‌اش را به انظار عمومی کشانده یا در یک حادثه یا رویداد عمومی درگیر شده باشد، ممکن است در آن مورد، حق زندگی خصوصی وی کمرنگ شده یا از بین برود.
شهروندان و سازمان‌های خصوصی می‌توانند از همکاری با همه یا برخی از روزنامه‌نگاران امتناع کنند؛ در عین حال در بسیاری از کشورها، قدرتی که روزنامه‌نگاران از آن برخوردارند اغلب باعث می‌شود این شگرد بی‌اثر شده یا نتیجه معکوس بدهد.
در بیشتر کشورها، شهروندان از این حق برخوردارند تا با روزنامه‌نگارانی که به آن‌ها تهمت زده یا آنان را بدنام می‌کنند برخورد کنند؛ این شهروندان می‌توانند علیه روزنامه‌نگارانی که با پایمال کردن حقیقت، در مورد آنان مطالب کذب منتشر کرده‌اند اقامه دعوی کنند. همچنین پرونده‌های تهمت یا افترا می‌توانند به ایجاد تضاد میان حق روزنامه‌نگاران به انتشار از یک سو و حق شهروندان عادی به داشتن زندگی خصوصی از سوی دیگر منجر شوند. برخی روزنامه‌نگاران مدعی‌اند، هدف از آندسته از دعاوی__ یا حتی تهدید به اقامه چنین دعواهایی__ که علیه آن‌ها یا سازمان‌های خبری اقامه می‌شوند، اینست که با توسل به اقدامات پر هزینه قانونی صدای آنان را خفه کنند، حتی اگر شاکی نتواند ادعای خود را ثابت کند. به این حالت، تأثیر رعب‌آور گفته می‌شود.
در بسیاری از کشورها، روزنامه‌نگاران و سازمان‌های خبری ناچارند در شرایطی کار کنند که در آن همان‌طور که از سوی دولت تهدید به انتقام می‌شوند از سوی شهروندان عادی و سازمان‌های خصوصی نیز مورد تهدید قرار گیرند. دیده شده بسیاری از خلاف‌کاران، سازمان‌های خلاف‌کار، احزاب سیاسی، برخی سازمان‌های متعصب مذهبی و حتی توده‌های مردم، روزنامه‌نگارانی که بر خلاف میل آن‌ها صحبت می‌کنند یا می‌نویسند را تنبیه کرده‌اند. این تنبیه‌ها می‌توانند به صورت تهدید، آسیب‌رسانی به اموال، حمله، شکنجه یا قتل باشند.